# 닉 에버즈먼
닉 에버즈먼(Nick Eversman, 1986년 2월 15일 ~ )은 미국의 배우이다. 드라마 《미싱》의 마이클 윈스톤 역으로 잘 알려져 있다.

## 출연 작품
- 주브나일 (2017)
- 마더, 메이 아이 슬립 위드 댄저? (2016)
- 프리티 보이 (2015)
- 빅터 (2015)
- 퀸카가 아니어도 좋아 (2015)
- 어 리즌 (2014)
- 더 데블스 도어 (2014)
- 제임스 브라운 (2014)
- 와일드 (2014)
- 추격 (2012, Deep Dark Canyon)
- 헬레이저: 레버레이션 (2011)
- 지하 탐험 (2011)
- 미씽 (2011)
- 뱀파이어 써커 (2010)
- 런어웨이즈 (2010)
- 힐릭스 (2009)
- CSI마이애미 시즌8 14화 출연